# Altyngia
Altyngia (Altingia Noronha) – rodzaj roślin należący do rodziny altyngiowatych (Altingiaceae Horan.). Obejmuje co najmniej 11 gatunków występujących naturalnie w Azji Wschodniej oraz Malezji.

## Systematyka
Rodzaj ten należy do rodziny altyngiowatych (Altingiaceae Horan.) z rzędu skalnicowców (Saxifragales Dumort.).
Wykaz gatunków
| - Altingia cambodiana Lecomte - Altingia chinensis (Champ.) Oliv. ex Hance - Altingia excelsa Noronha – altyngia wyniosła - Altingia gracilipes Hemsl. - Altingia indochinensis H.T.Chang - Altingia multinervis C.Y.Cheng | - Altingia obovata Merr. & Chun - Altingia poilanei Tardieu - Altingia siamensis Craib - Altingia tenuifolia Chun ex H.T.Chang - Altingia yunnanensis Rehder & E.H.Wilson |